# Angraecopsis lovettii
Angraecopsis lovettii är en orkidéart som beskrevs av Phillip James Cribb. Angraecopsis lovettii ingår i släktet Angraecopsis och familjen orkidéer. Inga underarter finns listade i Catalogue of Life.